# Sting in the Tail
| 전문가 평가                   | 전문가 평가 |
| 평가 점수                     | 평가 점수   |
| 출처                          | 점수        |
| ----------------------------- | ----------- |
| About.com                     | [ 1 ]       |
| AllMusic                      | [ 2 ]       |
| Blabbermouth.net              | 8/10        |
| Brave Words & Bloody Knuckles | 6.0/10      |
| Rock Hard                     | 9.0/10      |

《Sting in the Tail》은 독일의 하드 록 밴드 스콜피언스의 열일곱 번째 스튜디오 음반이다. 2010년 3월 19일, 유럽 (그리스 3월 14일), 3월 23일, 북미에서 발매되었다. 당시 이 음반은 그들의 고별 투어에 앞서 발매된 고별 음반이 될 예정이었다.
밴드 멤버들은 음반의 사운드가 80년대 고전 발매와 비슷했지만 현대적인 반전이 있었을 것이라고 설명했다.
이 음반은 나이트위시의 전 리드 보컬리스트로 가장 잘 알려진 핀란드의 심포닉 메탈 가수 타랴 투루넨과 듀엣곡 〈The Good Die Young〉을 수록하고 있다.
이 음반의 잠정적인 제목은 《Humanity: Hour II》였지만, 이는 결국 폐기되었다.
미국에서의 첫 주 판매량은 18,500장이 팔려 빌보드 200 차트에서 23위에 올랐다. 독일에서 이 음반은 2위로 데뷔했지만, 2주차에 3위로 떨어졌고, 프랑스에서는 16위로, 그리스에서는 1위로 떨어졌다. 이 음반은 또한 《빌보드》 록 차트에서 2위로 정점을 찍었다.
이 음반을 홍보하는 Get Your Sting and Blackout World Tour는 처음에 밴드의 마지막 투어로 보고되었지만, 이것은 사실이 아니었다. 투어가 시작된 후의 인터뷰에서, 적어도 두 명의 밴드 멤버(클라우스 마이네와 마티아스 얍스)는 밴드가 투어를 멈추지 않을 것이며, 실제로 새로운 소재를 작업하고 있다고 말했다.

## 배경 및 녹음
2009년 4월 초, 스콜피언스의 팬클럽 ScorpNews.com은 스콜피언스가 새 음반을 녹음하기 위해 같은 해 가을에 스튜디오에 들어갔을 것이라고 발표했다. 몇 주 후, 클라우스 마이네는 독일의 소리와의 인터뷰에서 밴드가 새로운 소재를 작업하고 있다고 공식적으로 확인했다. 그는 "22개국에서 60개의 쇼가 열린 매우 격동적인 2008년 이후, 우리는 이제 조금 숨을 쉬고 배터리를 충전할 뿐만 아니라 창의적이 되려고 노력하고 있다"고 설명했다. 두 달 후, 밴드는 아리올라 레코드와 음반 계약을 연장했다.
이 밴드는 이 음반을 위해 약 18곡을 준비했고 스웨덴의 프로듀서 미카엘 노르드 안데르손과 마틴 한센과 팀을 이루었다. 음반의 모든 곡들은 《Unbreakable》의 녹음 세션 동안 작곡된 네 곡의 〈Slave Me〉, 〈No Limit〉, 〈Turn You On〉, 〈Spirit of Rock〉, 〈The Best Is Yet to Come〉를 제외하고는 새로운 작곡 자료이다. 이 세션 동안 〈Turn You On〉은 다른 제목을 가지고 있었는데, 〈The Best Is Yet to Come〉는 《Unbreakable》에 이어 음반에 녹음될 계획이었지만, 밴드가 데스몬드 차일드로부터 《Humanity: Hour I》의 녹음 제안을 받았을 때 그들은 이 곡을 보관하고 이 음반에 녹음했다. 슬레이지 록스의 인터뷰에서 제임스 코탁이 설명했다. "우리가 이 음반을 위해 작곡한 처음 네 곡은 사실 어두웠습니다. 저는 그것들을 어두운 노래라고 부릅니다. 왜냐하면 그것들은 우리가 과거에 했던 것들에 비해 너무 무거웠기 때문입니다. 그들은 〈The Good Die Young〉의 맥락에 있었지만, 당신은 그렇게 많은 노래를 가질 수 없습니다. 저는 〈The Good Die Young〉을 좋아하지만, 저는 사물이 진화하는 방식이 작사, 작곡 과정에서 우리가 처음으로 향했던 곳에서 멀어지게 해서 기쁩니다. 우리는 또한 프로듀서 마틴 한센, 미카엘 앤더슨과 공동으로 집필했는데, 그는 모든 것을 완전히 다른 수준으로 끌어올렸습니다."
녹음 작업은 2009년 5월에 시작되어 4개의 다른 녹음 스튜디오에서 진행되었다. 메인 녹음은 독일 하노버의 스콜피오 사운드 스튜디오에서 이루어졌다. 보컬은 스톡홀름의 차고 스튜디오에서, 추가 보컬은 보컬 랜드 스튜디오에서 녹음되었다. 드럼 파트는 스톡홀름의 아틀란티스 스튜디오에서 녹음되었다. 2009년 12월 중순, 밴드는 음반 녹음을 마쳤다. 크리스마스 직전에, 그들은 유럽 음반 회사 사람들을 청취 세션에 초대했다. 다음날 그들이 음반 전체를 다 들은 후, 경영진은 그 음반 회사가 그것을 사랑했고 그것이 몇 년 만에 최고의 음반이라고 밴드에게 말했다. 경영진은 이 음반이 마지막 정규 음반이라는 아이디어를 제안했고 마지막 투어를 발표했다. 마티아스 얍스는 "우리는 이것에 대해 생각하는 데 1초도 보낸 적이 없습니다. 우리는 무의식적으로 그것이 영원히 지속될 것이라고 생각했습니다. 우리는 조금 당황했지만, 그 생각을 하며 며칠을 산 후에 우리는 그것이 옳은 일이라고 결정했습니다. 우리는 우리가 여전히 건강하고 밤에 2시간, 때로는 3시간 정도의 고에너지 쇼를 할 수 있을 때 정상에 서고 싶습니다."라고 말했다.

## 곡 목록
| #   | 제목                                       | 작사·작곡                                                      | 재생 시간 |
| --- | ------------------------------------------ | -------------------------------------------------------------- | --------- |
| 1.  | 〈Raised on Rock〉                         | 클라우스 마이네, 마틴 한센, 미카엘 노르드 안데르손             | 3:58      |
| 2.  | 〈Sting in the Tail〉                      | 마이네, 루돌프 쉥커                                            | 3:13      |
| 3.  | 〈Slave Me〉                               | 마이네, 마티아스 얍스, 에릭 바질리안, 쉥커                     | 2:45      |
| 4.  | 〈The Good Die Young (Feat. 타랴 투루넨)〉 | 마이네, 쉥커, 크리스티안 코오노비츠                            | 5:14      |
| 5.  | 〈No Limit〉                               | 마이네, 쉥커, 바질리안                                         | 3:23      |
| 6.  | 〈Rock Zone〉                              | 마이네, 안데르손, 한센                                         | 3:18      |
| 7.  | 〈Lorelei〉                                | 마이네, 쉥커, 바질리안, 프레드리크 토만더, 안데르스 비크스트룀 | 4:33      |
| 8.  | 〈Turn You On〉                            | 마이네, 쉥커, 안데르손, 한센                                   | 4:23      |
| 9.  | 〈Let's Rock!〉                            | 마이네, 쉥커, 바질리안                                         | 3:20      |
| 10. | 〈SLY〉                                    | 마이네, 쉥커                                                   | 5:17      |
| 11. | 〈Spirit of Rock〉                         | 마이네, 쉥커, 바질리안                                         | 3:43      |
| 12. | 〈The Best Is Yet to Come〉                | 쉥커, 바질리안, 토만더, 비크스트룀                             | 4:33      |

## 인증
| 국가                                                  | 인증     | 판매량/출하량 |
| ----------------------------------------------------- | -------- | ------------- |
| 독일 (BVMI)                                           | 플래티넘 | 200,000^      |
| 러시아 (NFPF)                                         | 플래티넘 | 10,000*       |
| *판매량을 기반으로 한 인증 ^출하량을 기반으로 한 인증 |          |               |